# Australodelphis
Genre
Espèce
Répartition géographique
Australodelphis mirus, unique représentant du genre Australodelphis, est une espèce éteinte de dauphins ayant vécu au Pliocène inférieur (Zancléen) il y a environ entre 4,5 et 4,1 Ma (millions d'années). Ses restes fossiles ont été découverts en Antarctique oriental. Ce serait le lointain ancêtre des dauphins actuels. Comme ces derniers, il vivait en groupe.

## Description
Ses fossiles ont été retrouvés en Antarctique et l’espèce a été décrite en 2002 par Robert E. Fordyce (d), Patrick G. Quilty (d) et James Daniels.
Contrairement aux dauphins actuels, il possédait deux protubérances osseuses sur sa mâchoire inférieure dont les scientifiques pensent qu'elles servaient à impressionner les femelles. Cependant, rien ne laisse penser qu'il y avait des combats entre mâles. Les premiers fossiles, découverts en 1986, étaient des crânes d'Australodelphis mirus fragmentés.

## Publication originale
- (en) R. Ewan Fordyce, Patrick G. Quilty et James Daniels, « Australodelphis mirus, a bizarre new toothless ziphiid-like fossil dolphin (Cetacea: Delphinidae) from the Pliocene of Vestfold Hills, East Antarctica », Antarctic Science, Cambridge University Press, vol. 14, no 01,‎ mars 2002 (ISSN 0954-1020 et 1365-2079, OCLC 52032817, DOI 10.1017/S0954102002000561).

### Référence taxonomique
- (en) Paleobiology Database : Australodelphis